# Alain Yaouanc
Ne doit pas être confondu avec Alain Le Yaouanc.
Pour les articles homonymes, voir Lieutenant Kijé.
Œuvres principales
Manuel complet d'astrologie scientifique et traditionnelle

Guide pratique de l’interprétation en astrologie

Ici et maintenant

Pluton ou les grands mystères

Mouvement vers la mort
Alain Yaouanc, aussi connu sous le pseudonyme de Hadès ou Lieutenant Kijé , né le 6 novembre 1931 à Saint-Germain-en-Laye et mort le 26 septembre 2019 à Rochefort-sur-Mer,, est un astrologue et un auteur de science-fiction français.    
Le pseudonyme de Lieutenant Kijé est emprunté au titre d'une nouvelle écrite par l'écrivain soviétique Iouri Tynianov, Le Lieutenant Kijé, et à la Suite symphonique pour orchestre, op. 60, qu'en a tirée Sergueï Prokofiev.
Alain Yaouanc est également l'auteur de romans d'espionnage, de romans policiers et d'ouvrages d'ésotérisme sous les pseudonymes d'Alain Jansen, d'Alain Yawache, Pierre Alain Albe ou Hadès,,.

## Œuvre

### Espionnage: romans signés Alain Yaouanc
- Agent secret, Un mystère 1re série no 355, 1957
- L'Agent double, Un mystère 1re série no 402, 1958
- Section IV, Un mystère 1re série no 405, 1958
- Le Grand Monde, Un mystère 1re série no 421, 1958
- Portail sud, Un mystère 1re série no 436, 1958
- M Zaroutchine, Un mystère 1re série no 445, 1958
- Plan J, Un mystère 1re série no 483, 1959
- Espion sur le Tigre, Un mystère 1re série no 494, 1959
- Tamara, Un mystère 1re série no 497, 1959
- Lumière rouge, Presses de la cité collection Jean Bruce no 29, 1959
- Ligne de feu, Presses de la cité collection Jean Bruce no 39, 1960
- Mort d'un espion, Presses de la cité collection Jean Bruce no 44, 1960
- Réseau agonie, Presses de la cité collection Jean Bruce no 52, 1960
- Ombres chinoises, Presses de la cité collection Jean Bruce no 67, 1960
- Mission au Caire, Presses de la cité collection Jean Bruce no 82, 1961
- Sang pour sang, Presses de la cité collection Jean Bruce no 101, 1961
- Mouvement vers la mort, Presses de la cité collection Jean Bruce no 117, 1961 (Grand prix du roman d'espionnage 1961[8])
- Orient rouge, Presses de la cité collection Jean Bruce no 124, 1962
- Destination Hanoï, Presses de la cité collection Jean Bruce no 130, 1962
- SS BN 598, Presses de la cité collection Jean Bruce no 144, 1962
- Visa pour Irkoutsk, Presses de la cité collection Jean Bruce no 154, 1962
- Les Portes de fer, Fleuve noir Espionnageno 365, 1963
- Capitale de la terreur, Fleuve noir Espionnage no 385, 1963
- Une flèche pour l'espion, Fleuve noir Espionnage no 421, 1964
- Docteur Dragon, Fleuve noir Espionnage no 442, 1964
- Un kimono pour l'espion, Fleuve noir Espionnage no 478, 1965
- Venez chez le bourreau, Fleuve noir Espionnage no 508, 1965
- Un kriss pour l'espion, Fleuve noir Espionnage no 556, 1966
- Une brune pour l'espion, Fleuve noir Espionnage no 574, 1966
- Feu sur l'espion, Fleuve noir Espionnage no 671, 1968
- Un million de héros, Un mystère 3e série no 44, 1970

### Science-fiction: romans et nouvelles signés Lieutenant Kijé

#### Romans
- La Guerre des machines, Éditions Hachette, coll. Le Rayon fantastique no 66, 1959. — Ouvrage traduit en italien sous le titre La guerra delle macchine (traduction Patrizio Dalloro), Urania 274, éd. Arnoldo Mondadori, 1962; rééd. Re Nudo, coll. Mondi Paralleli, et signé Alain Yawache.
- Celten Taurogh, Éditions Hachette, coll. Le Rayon fantastique no 78, 1961.
- L'Épée de l'archange, Éditions Hachette, coll. Le Rayon fantastique no 117, 1963.
- Les Cendres de la Terre[9], Éditions Albin Michel, coll. Super-Fiction no 10, 1976  (ISBN 2-226-00248-0).

#### Nouvelles
- « La Couronne de sable », in Anthologie de la science-fiction française, Fiction-Spécial no 5, OPTA, 1964. — Publié en italien sous le titre « La corona di sabbia » (traduction Sandro Sandrelli), in Il fanciullo nato per lo spazio, Galassia 190, éd. La Tribuna, 1973, et signé Alain Yawache.
- « La Main » in Fiction no 127, OPTA, 1964.

### Policier: romans signés Alain Jansen
- La Danse du sabre, Série noire no 891, 1964
- La Troïka, Série noire no 944, 1965
- Harmonie en contre-poing, Série noire no 1024, 1966
- Opération soleil noir, Série noire no 1109, 1967

### Astrologie: ouvrages signés Hadès
- Que sera demain ? (La Table Ronde, 1965)
- Manuel pratique d'astrologie horaire - réponse immédiate à toute question, Éditions Bussière, Paris 1960; 1977; 1982; 1990  (ISBN 978-2-850-90035-8)
- Guide pratique de l’interprétation en astrologie, Éditions Niclaus, N. Bussière succ., Paris 1967; 1969; 1974; 1976; 1984; 1987; François de Villac, 1997  (ISBN 978-2-907-62514-2)
- Manuel complet d'astrologie scientifique et traditionnelle (avec 25 cartes du ciel constituant autant de leçons détaillées d'interprétation), Éd. Niclaus, N. Bussière succ., Paris 1967; 1973; 1978; 1980; François de Villac, 1990; Éd. Hadès, Genève 1996  (ISBN 978-2-940-18600-6)
- La recherche et la date des événements du destin par l'astrologie. Révolutions solaires, Directions, Progressions, Transits, Éditions Niclaus, Bussière Succ. 1969; 1977; 1981; 1988. Éditions Hadès, Genève 1996  (ISBN 978-2-940-18609-9)
- Manuel complet d'astrologie médicale - la vie et son devenir physiologique, N. Bussière, Paris 1970; 1975; 1979; 1985; 1989; Éd. Hadès,  (ISBN 978-2-940-18613-6)
- L'astrologie et le destin de l'Occident 1971-2000, Robert Laffont, Paris 1971; 1992  (ISBN 978-2-221-02546-8)
- Jours et nuits d'un astrologue, Alain Yaouanc, Paris 1971; Bussière, Paris 1990  (ISBN 978-2-850-90061-7)
- Pluton ou les Grands Mystères, Éditions Niclaus Bussière, 1971; 1984; 1989. Éditions François de Villac 1994; Éditions Hadès, Genève 1996  (ISBN 978-2-940-18607-5)
- Manuel complet d'astrologie mondiale - l'homme et son œuvre civilisatrice face au cosmos, Bussière, Paris 1972; 1976; 1990; Éd. Hadès, Genève 1998  (ISBN 294-0-18611-1)
- Saturne et Uranus ou les mystères de l'espace et du temps, Éditions Niclaus, Bussière Succ. 1972; 1976; 1982; 1989; François de Villac, 1997  (ISBN 978-2-907-62519-7)
- Cartes et Destin, AMG, 1973; Flammarion, Paris 1984; 1992; 2003  (ISBN 978-2-082-00784-9)
- L'univers de L'astrologie, Albin Michel Éditeur, Paris 1973; Maisnie Tredaniel, 1990; Éditions Hadès, Genève 2000  (ISBN 978-2-940-18619-8)
- Les mystères du zodiaque - son ésotérisme, son sens secret, son pouvoir de libération, de l'âge noir à la lumière, la possibilité pour l'être d'accéder à la doctrine secrète, Albin Michel, Paris 1974; 1980; Éd. Hadès, Genève 1997  (ISBN 978-2-940-18605-1)
- Lune et Neptune ou les Mystères de l'inconscient, Éditions Niclaus, N. Bussière succ. 1975; 1978; 1984; Hadès 1999  (ISBN 2-940-18618-9)
- Mars et Vénus ou le désir et la chair, Bussière, Paris 1975; 1980; 1983; 1990. Éditions Hadès, Genève 1996; François de Villac, 1997; 1998  (ISBN 978-2-940-18614-3)
- Le livre des aspects astrologiques, Éditions Niclaus, N.Bussière, Paris 1976; 1978; 1982; 1985  (ISBN 2-850-90008-7); Éd. Hadès, Genève 1998
- Toute l'astrologie - Les étoiles et votre destin, Flammarion, Paris 1977; 1992  (ISBN 978-2-082-00140-3)
- Soleil et lune noire, ou les états angéliques et lieux infernaux, Éditions Niclaus, Bussière succ., Paris 1978; 1980; 1984; François de Villac 1997; Éd. Hadès, 1999  (ISBN 978-2-940-18615-0)
- Le livre des encadrements astrologiques, Éditions Bussière, Paris 1979; 1982; 1990  (ISBN 978-2-850-90028-0)
- Mercure et Jupiter ou l'intellect et la connaissance métaphysique?, Éditions Niclaus, Bussière Succ., Paris 1980; 1986; François de Villac, 1997  (ISBN 978-2-907-62524-1)
- Votre santé par l'astrologie, Albin Michel, Paris 1981  (ISBN 978-2-226-01003-2)
- Le livre des degrés astrologiques, Bussière, Paris 1981; Éditions François De Villac, Paris 1992; Éd. Hadès, 1998  (ISBN 978-2-940-18612-9)
- Astrologie et orientation professionnelle, Édition Niclaus, Bussière succ., Paris 1982; 1990  (ISBN 978-2-850-90014-3)
- Ici et Maintenant, Bussière, 1982, 1996
- Le livre des maisons astrologiques, Éditions Bussière, Paris, 1983; 1986  (ISBN 978-2-940-18620-4)
- Perspectives nouvelles sur Pluton, Éd. Bussière 1985  (ISBN 978-2-850-90042-6)
- La psychanalyse, sacrement du diable (psychanalyse et contre-tradition vues par l'astrologie), Bussière, 1987  (ISBN 978-2850900464)
- Initiation à l'astrologie - petit manuel de poche à l'usage des débutants, Bussière, Paris 1990; 1992. Hadès 1997  (ISBN 978-2-940-18608-2)
- Nouveau dictionnaire astrologique, La Roue Céleste, Paris 1990  (ISBN 978-2-850-76332-8)
- La science, le monde moderne et l'astrologie, Bussière, Paris 1990  (ISBN 978-2-850-90002-0)
- Le zodiaque signe par signe, François de Villac, 1992  (ISBN 978-2-907-62511-1)
- Manuel complet d'interprétation du Tarot, François de Villac, 1992  (ISBN 2-907625-13-6)
- L'Âge Noir ou la fin des Temps, Éd. Hadès, 1997  (ISBN 978-2940186037)